# العدن (بعدان)

تعديل مصدري - تعديل

العدن هي إحدى قرى عزلة بني منصور بمديرية بعدان التابعة لمحافظة إب، بلغ تعداد سكانها 370 نسمة حسب تعداد اليمن لعام 2004.